# ロジーネン・ボンバー

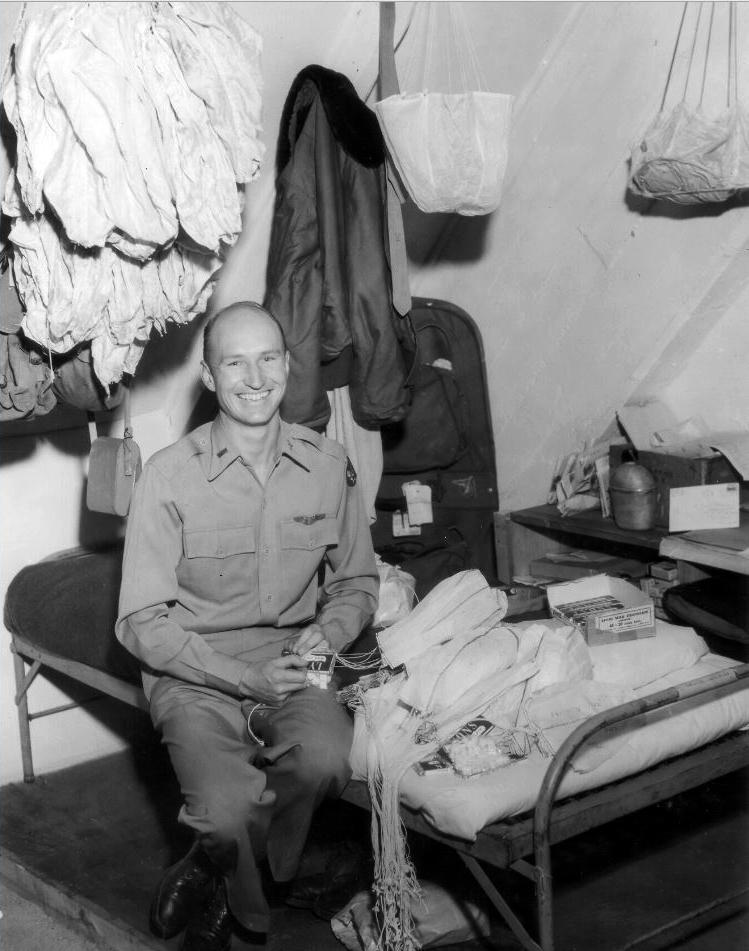
小さいパラシュートにキャンディを結ぶゲイル・ハルボーセン

ロジーネン・ボンバー（Rosinenbomber）は1949年に行われたアメリカ合衆国政府によるベルリン封鎖の時に行われた作戦。

## 概要

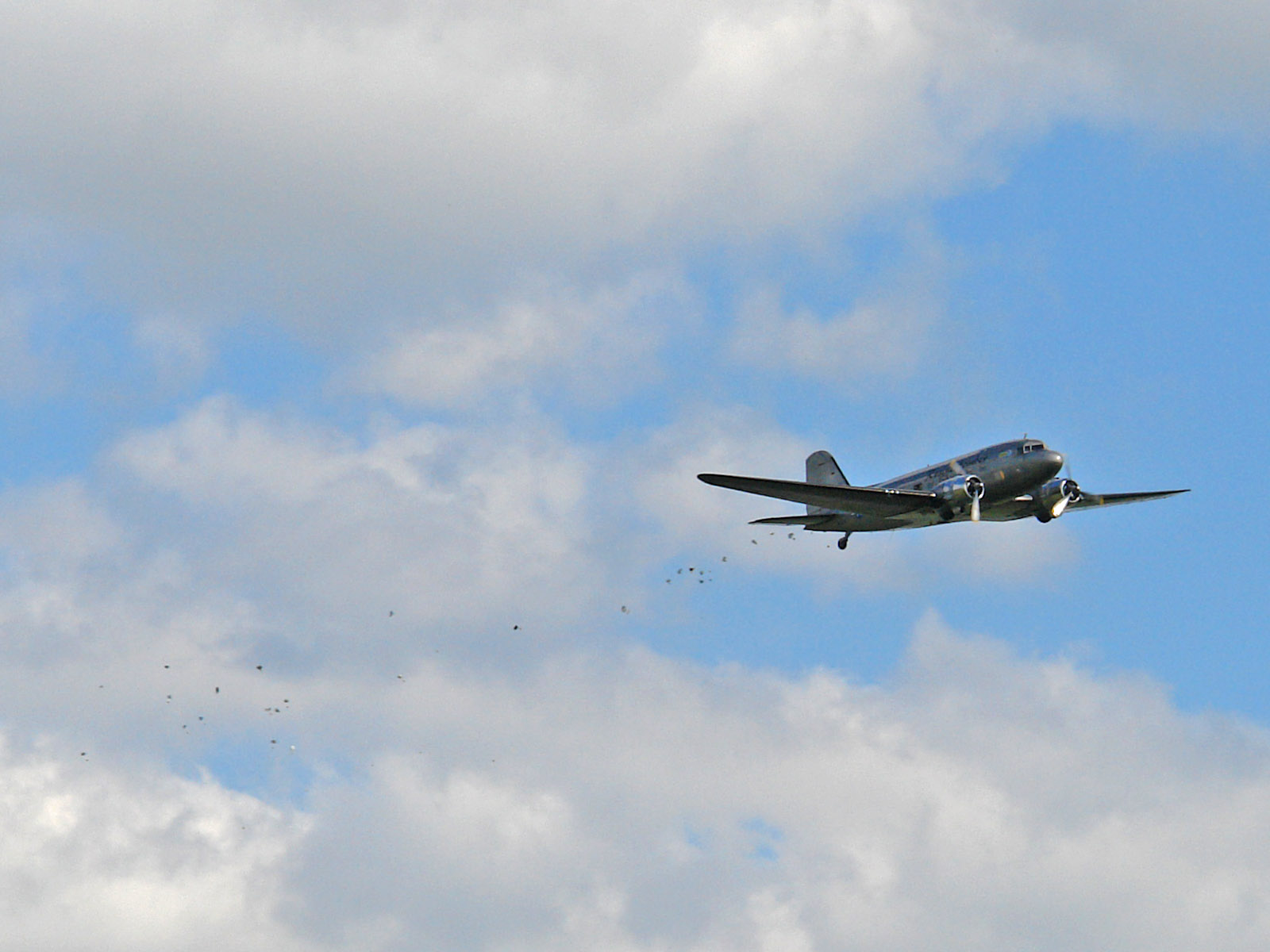
ベルリン封鎖終了の60周年の記念にテンペルホーフ空港でキャンディをまくC-47

ベルリン封鎖の時に、西側諸国の輸送機が西ベルリンへの物資の輸送に際して、ベルリンの子供たちのためにテンペルホーフ空港の近くで、輸送機の窓からキャンディなどの菓子を、手作りのパラシュートにつけて落としたもので、「ロジーネン・ボンバー（レーズンを落としてくれる爆撃機）」と呼ばれた。
アメリカ空軍のパイロット、ゲイル・ハルボーセンが自発的にはじめたもので、後にウィリアム・ターナー将軍によって公的に認められ、「Operation Little Vittles」と呼ばれた。
この行為が知られるようになるとアメリカ合衆国民の支持を受け、人々は手作りのパラシュートを作り、菓子業界から大量のキャンディの寄付が寄せられた。空港には多くのドイツの子供たちが集まった。